# Adenosma camphoratum
Adenosma camphoratum är en grobladsväxtart som först beskrevs av Vahl, och fick sitt nu gällande namn av Joseph Dalton Hooker. Adenosma camphoratum ingår i släktet Adenosma och familjen grobladsväxter. Inga underarter finns listade i Catalogue of Life.